# Chigua bernalii
Chigua bernalii är en kärlväxtart som beskrevs av Dennis William Stevenson. Chigua bernalii ingår i släktet Chigua och familjen Zamiaceae. Inga underarter finns listade i Catalogue of Life.